# A must to avoid (single)
A must to avoid is een single van Herman's Hermits. Het is afkomstig van hun album A must to avoid. Het lied gaat over een mooie vrouw, die toch maar beter gemeden kan worden (She’s a must to avoid). A must to avoid is door P.F. Sloan geschreven met behulp van de gitaar van Donovan. Single en album zijn gelieerd aan de film Hold on!. De titel van het lied zou ook de titel van de film worden. Dat werd later gewijzigd, ze waren bang dat het publiek de titel letterlijk zou nemen.
Het werd een aantal keer gecoverd, maar die versies werden geen succes.

## Hitnotering
Het plaatje haalde diverse hitparades: Billboard Hot 100 (achtste plaats), Verenigd Koninkrijk (een zesde plaats in elf weken), Nieuw-Zeeland (eerste plaats) en Noorwegen (vijfde plaats). A must to avoid haalde de Nederlandse en Belgische hitparades niet.

### NPO Radio 2 Top 2000
A must to avoid stond alleen in 2000 in de NPO Radio 2 Top 2000, op plek 1977.